# Sovereign (hop)
Sovereign is een hopvariëteit, gebruikt voor het brouwen van bier.
Deze hopvariëteit is een “aromahop”, bij het bierbrouwen voornamelijk gebruikt vanwege zijn aromatische eigenschappen. Deze Engelse hopvariëteit is een cultivar, ook TA200 genoemd, werd in 1995 ontwikkeld in het Wye College te Kent. Het is het resultaat van een open bestuiving en werd gelanceerd als een kleindochter van de hopvariëteit Pioneer. De karakteristieken zouden vergelijkbaar zijn met deze van de nobele Engelse hoppen.

## Kenmerken
- Alfazuur: 4,5 – 6,5%
- Bètazuur: 2,1 – 3,1%
- Eigenschappen: fijn (aards, nootachtig) aroma met een licht bloemige citrus toets